# Liste der Flurnamen in Bernau bei Berlin
Die Liste der Flurnamen in Bernau bei Berlin enthält alle bekannten Flurnamen der brandenburgischen Gemeinde Bernau bei Berlin und ihrer Ortsteile.
| Gemarkung | Flur      | Flurname            | Nutzung | Bemerkung |
| --------- | --------- | ------------------- | ------- | --------- |
| Bernau    | 21 (Lage) | Am Hasselgang       |         |           |
| Bernau    | 21 (Lage) | Die schmalen Wiesen | Feld    |           |
| Bernau    | 21 (Lage) | Lindow Busch        |         |           |
| Bernau    | 21 (Lage) | Rohrwiesen          | Feld    |           |
| Bernau    | 21 (Lage) | Rohrwiesen          | Wiese   |           |
| Bernau    | 21 (Lage) | Worthenländer       | Feld    |           |
| Bernau    | 26 (Lage) | Zehnruten           | Feld    |           |
| Bernau    | 47 (Lage) | Probstheide         | Wald    |           |
| Birkholz  | 2 (Lage)  | Börnicker Feld      | Feld    |           |
| Birkholz  | 3 (Lage)  | Ahrensfelder Enden  | Feld    |           |
| Birkholz  | 3 (Lage)  | Bernauer Feld       | Feld    |           |
| Börnicke  | 1 (Lage)  | Eichbusch           | Wald    |           |
| Börnicke  | 1 (Lage)  | Fennfichten         | Wald    |           |
| Ladeburg  | 1 (Lage)  | Das lange Luch      |         |           |
| Ladeburg  | 1 (Lage)  | Langerenner Wiesen  | Wiese   |           |
| Ladeburg  | 1 (Lage)  | Struvenberge        | Wald    |           |
| Ladeburg  | 1 (Lage)  | Vorderheide         | Wald    |           |
| Ladeburg  | 2 (Lage)  | Kiebitzwiesen       | Feld    |           |
| Ladeburg  | 2 (Lage)  | Moderwiesen         | Feld    |           |
| Ladeburg  | 2 (Lage)  | Vorderheide         | Wald    |           |
| Ladeburg  | 3 (Lage)  | Görgen Kaveln       | Feld    |           |
| Ladeburg  | 4 (Lage)  | Bernauer Kaveln     | Feld    |           |
| Ladeburg  | 4 (Lage)  | Görgen Kaveln       | Feld    |           |
| Ladeburg  | 4 (Lage)  | Krumme Feld         | Feld    |           |
| Ladeburg  | 6 (Lage)  | Kirschgarten        | Feld    |           |